# Championnats du monde de tennis de table 1926
Navigation
Édition suivante
Les championnats du monde de tennis de table 1926, première édition des championnats du monde de tennis de table, ont lieu du 6 au 11 décembre 1926 à Londres, au Royaume-Uni.
Ce devait initialement être une compétition européenne, mais huit joueurs originaires d'Inde ont été autorisés à y participer.
Le titre simple messieurs est remporté par le hongrois Roland Jacobi. Il remporte également le titre en double, associé à son compatriote Daniel Pecsi.
L'équipe de Hongrie, composée de Roland Jacobi, Béla von Kehrling, Zoltán Mechlovits, et Daniel Pecsi remporte le titre par équipes face à l'équipe d'Autriche. L'équipe d'Angleterre et d'Inde remportent la médaille de bronze.